# Добър ден, тъга
„Добър ден, тъга“ (на френски: Bonjour tristesse) е първият роман на френската писателка Франсоаз Саган, издаден през 1954 година.
Книгата разказва за Селин, момиче от богато семейство, което прекарва безметежно лятото си във вила на Френската Ривиера с лекомисления си баща и неговата приятелка, до пристигането на Ан, някогашна приятелка на покойната ѝ майка. Ан започва връзка с бащата и след дни двамата обявяват намерението си да се оженят, но опитите на Ан да я контролира карат Селин да саботира отношенията им, в резултат на което Ан е силно разстроена и загива в пътна катастрофа.
„Добър ден, тъга“ се превръща в световен бестселър и донася бърз успех на Саган, която по това време е деветнадесетгодишна. На български книгата е издадена през 1993 година в превод на Елка Лазарова.